# Caryodaphnopsis theobromifolia
Caryodaphnopsis theobromifolia là loài thực vật có hoa trong họ Nguyệt quế. Loài này được (Gentry) van der Werff & H.G.Richt. miêu tả khoa học đầu tiên năm 1985.